# Bradleya bilamellosa
Bradleya bilamellosa is een mosselkreeftjessoort uit de familie van de Hemicytheridae. De wetenschappelijke naam van de soort is voor het eerst geldig gepubliceerd in 1958 door Marliere.